# Sierd Cloetingh

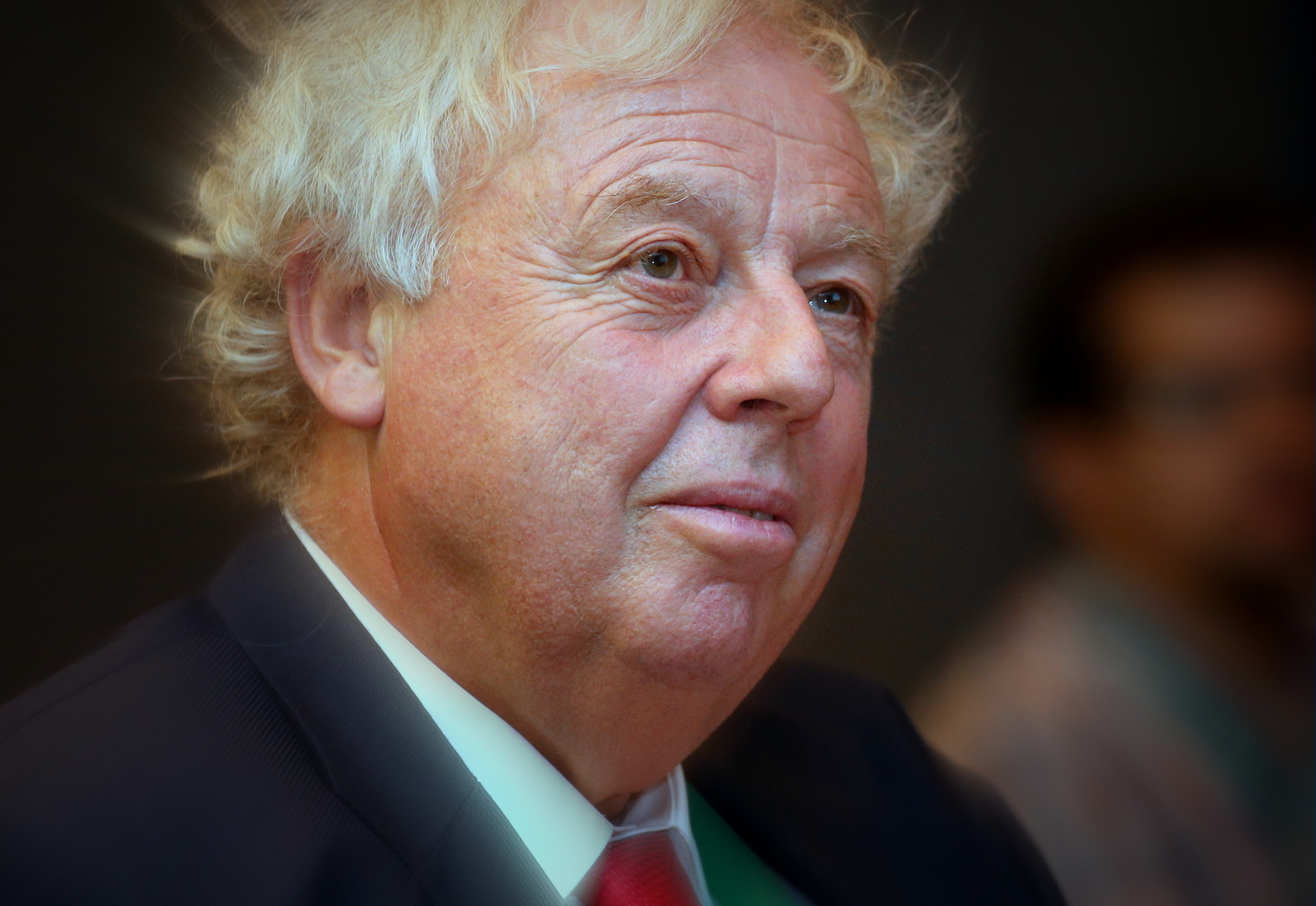
Sierd Cloetingh, 2016

Sierd A. P. L. Cloetingh, vollständig Sierd Auke Pieter Leonard Cloetingh (* 20. August 1950 in Groningen) ist ein niederländischer Geologe und Geophysiker.

## Leben
Cloetingh erhielt 1972 sein Vordiplom in Geologie an der Universität Groningen und 1977 sein Diplom in Geophysik an der Universität Utrecht. Seit 1977 war er Junior Lecturer in Geophysik in Utrecht, wurde dort 1982 bei Nicolaas Jacob Vlaar (1933–2011) promoviert (Evolution of passive margins and initiation of subduction zones), war ab 1983 Senior Lecturer in Geophysik und ab 1986 Assistenzprofessor für Tektonophysik. Seit 1988 ist er Professor für Tektonik an der Freien Universität Amsterdam. 2006 wurde er Akademieprofessor der KNAW.
Er befasst sich mit Tektonik, Dynamik der Lithosphäre, Intra-Platten-Deformation, Evolution sedimentärer Becken und globalen Meeresspiegeländerungen. Er untersucht tektonische Prozesse experimentell an Modellen und im Gelände, speziell im Rheingraben, dem Pannonischen Becken und den Karpaten, der Atlantikküste Norwegens und Spanien. Da seine Forschungen zur Entwicklung sedimentärer Becken auch für die Ölindustrie von Bedeutung sind, arbeitete er eng mit Wissenschaftlern von Shell zusammen. Er arbeitet auch viel mit Wissenschaftlern aus Osteuropa.
Seine Tektonik-Gruppe in Amsterdam ist mit der Meinesz Research School of Geodynamics in Utrecht und dem Zentrum für Geotechnik in Delft Teil des niederländischen Forschungszentrums für Integrated Solid Earth Sciences (ISES). Er ist Initiator und Leiter des Eurocores-Forschungsprogramms (European Collaborative Research Scheme) Topo-Europe (4-D Topography Evolution in Europe).
Cloetingh hat über 250 wissenschaftliche Veröffentlichungen und betreute über 50 Doktoranden (2011). Er ist Herausgeber von Global and Planetary Changes.
Er war unter anderem Gastprofessor an der ETH Zürich, der Universität Paris VI, Tel Aviv (Sackler Professur)
1995 erhielt er die Leopold-von-Buch-Plakette. Er ist Mitglied der Academia Europaea (1993), deren Präsident er 2014 wurde, der Königlich Niederländischen Akademie der Wissenschaften (KNAW) (1998), der Norwegischen Akademie der Wissenschaften, der Bayerischen Akademie der Wissenschaften, der Heidelberger Akademie der Wissenschaften, der Königlich Dänischen Akademie der Wissenschaften, der Russischen Akademie der Wissenschaften (1995) und Mitglied der Deutschen Akademie der Technikwissenschaften (Acatech). Er ist mehrfacher Ehrendoktor (Loránd-Eötvös-Universität Budapest, Rennes, Salzburg, Bukarest). Er ist Ehrenmitglied der Geological Society of America und Fellow der American Geophysical Union. 2006 erhielt er die Stephan-Mueller-Medaille der European Geosciences Union, 1996 den Golden Badge Award der European Geophysical Society, 2007 die Van Waterschoot van der Gracht Medaille der königlich niederländischen geologischen und Bergbau-Gesellschaft und 2017 die Emil-Wiechert-Medaille der Deutschen Geophysikalischen Gesellschaft. 1993 war er Distinguished Lecturer der American Association of Petroleum Geologists. 2005 wurde er Ritter der Ehrenlegion.
Er ist im wissenschaftlichen Rat des European Research Council. 1998 bis 2000 war er Präsident der European Geophysical Union.